# مايرا هيندلي
مايرا هيندلي (1942-2002) سفاحة بريطانية شهيرة. تم إدانتها بقتل 4 أطفال بين 1963 و 1965. توفيت بالسجن بسبب سكتة قلبية.
ظهرت صورتها في حفل اختتام الأولمبياد 2008 عندما تسلمت بريطانيا الراية مما سبب ضجة في الأوساط البريطانية.